# Shpongle

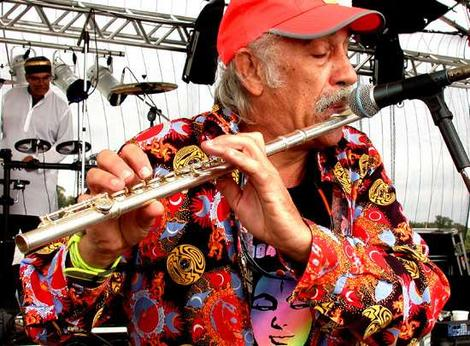
Raja Ram als 1200 Micrograms

Shpongle ist ein 1996 von Simon Posford und Raja Ram gegründetes englisches Musikprojekt. Das musikalische Konzept bedient sich zum Großteil an psychedelischem Ambient, Elementen des Psytrance, Psychedelic Rock, Jazz, Dub und Weltmusik, verfolgt dabei aber auch musikalische Konzepte der Neuen Musik, was sich insbesondere im Aufbau vieler Songs widerspiegelt. Die Kompositionen von Posford und Raja Ram sind einerseits von treibenden elektronischen Rhythmen geprägt, andererseits von Ambient- und Ethno-Elementen. Dazu kommen eingestreute Gesangseinlagen.

## Geschichte

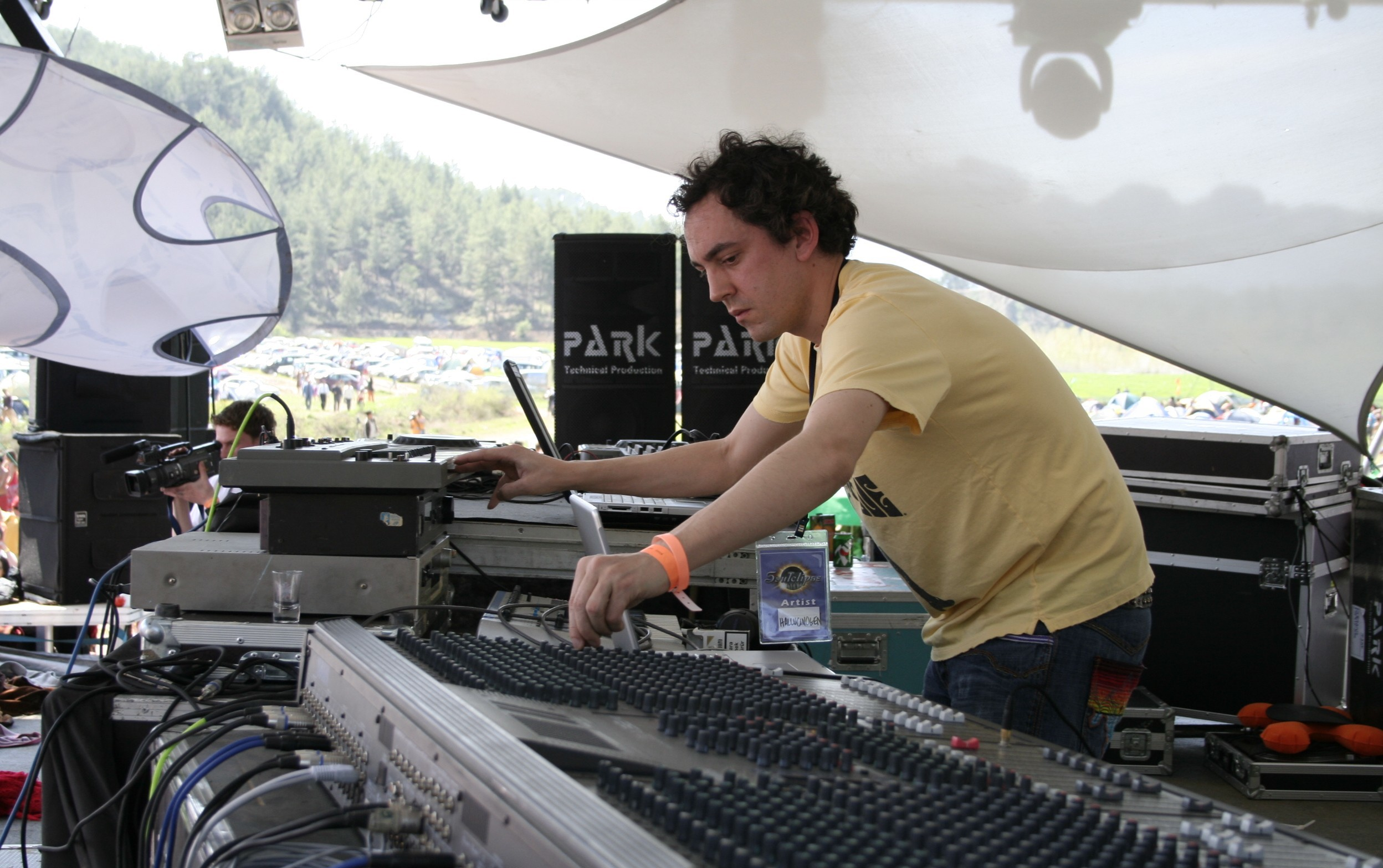
Simon Posford 2006

Während Simon Posford mit seinem Soloprojekt Hallucinogen in der Goa-Szene bereits erfolgreich war, begann er 1996 seine musikalische Zusammenarbeit mit dem gebürtigen Australier Ronald Rothfield (Raja Ram). Dieser war in den 1970er Jahren Gründer und als Flötist Mitglied von Quintessence, zog sich nach deren Auflösung einige Jahre aus der Musikproduktion zurück und begann dann in den frühen 1990er Jahren mit der Produktion von Psytrance-Musik. Seit 1994 betreibt er das Psytrance-Label TIP World. Das erste Projekt, an dem Posford und Rothfield gemeinsam mit anderen Musikern arbeiteten, hieß Mystery of the Yeti. 1996 gründeten die beiden dann Shpongle, das erste Album "Are You Shpongled?" wurde 1998 veröffentlicht. Simon Posford beherrscht viele Musikinstrumente und spielt einen Großteil des Arrangements für die Werke ein. Raja Ram ergänzt Flötenmelodien und Sprechgesang mit oft kuriosen und psychedelischen Inhalten.
Im Jahr 2000 kamen Sängerin und DJ Michele Adamson, die Opernsängerin Abigail Gorton (Hari Om), der Cellist und Filmmusikkomponist Harry Escott sowie der Gitarrist Pete Callard in Kontakt mit Shpongle und sind seit dem zweiten Album Tales of the Inexpressible (2001) an allen Alben und den meisten Live-Auftritten des Projekts beteiligt.
2001 absolvierten Shpongle auch ihren ersten Live-Auftritt beim Solstice Music Festival in Japan. Seitdem folgten regelmäßige, aber doch eher seltene Live-Auftritte in unterschiedlichster Besetzungsstärke – von einer Person (nur Simon Posford) bis zu zwanzig Personen, teilweise sind auch Gastmusiker nur an einem oder zwei Auftritten beteiligt.
In den folgenden Jahren erschienen vier weitere Alben – Nothing Lasts... But Nothing Is Lost (2005), Ineffable Mysteries from Shpongleland (2009), Museum of Consciousness (2013), Codex VI (2017) und ein Remix-Album (2003).
Ab 2004 traten der Percussionist Nogera, ab 2008 der Schlagzeuger Andy Gangadeen mit Shpongle auf. Seit 2013 ist Joe Russo fester Schlagzeuger von Shpongle. Auf den Studioalben spielt Simon Posford meist selbst den Schlagzeug-Part.
Für drei Stücke auf dem fünften Album steuerte die iranische Sängerin Sussan Deyhim Gesang bei, für das Stück Celestial Intoxication auf dem sechsten Album Durga McBroom. Da bei Shpongle die Sängerinnen den Text meist selbst schreiben, werden sie bei den jeweiligen Stücken als Mitkomponistinnen genannt.
Ein Doppelkonzert an zwei aufeinanderfolgenden Abenden im Mai 2019 im Red Rocks-Amphitheater, USA wurde von der Band als ihr letzter Live-Auftritt angekündigt. Raja Ram war bei dieser Darbietung bereits 78 Jahre alt. Gleichzeitig wurde aber vom baldigen Erscheinen eines siebten Studioalbums gesprochen.

## Namensgebung
In einem Interview erklärte Simon Posford die Entstehung des Wortes Shpongle als Verschnitt der Wörter „spangled“ und „monged“ (umgangssprachlich für: „high“ oder „stoned“). Den Ausdruck "shpongled" gebrauchte Posford bei einem frühen Zusammentreffen als Attribut für den zu diesem Zeitpunkt offenbar im Drogenrausch befindlichen Raja Ram.

## Diskografie

### Alben
- 1998: Are You Shpongled? (Twisted Records)
- 2001: Tales of the Inexpressible (Twisted Records)
- 2003: Remixed (Twisted Records)
- 2005: Nothing Lasts... But Nothing Is Lost (Twisted Records)
- 2009: Ineffable Mysteries from Shpongleland (Twisted Records)
- 2013: Museum of Consciousness (Twisted Records)
- 2017: Codex VI (Twisted Records)

### Singles
- 2000: Divine Moments of Truth (Twisted Records)
- 2001: Crystal Skulls (T.I.P. World)
- 2004: Dorset Perception / Beija Flor (Twisted Records)
- 2010: Invisible Man in a Flourescent Suit, Nothing Is Something Worth Doing (Twisted Records)
- 2011: The God Particle (Twisted Records)

### Live Videos
- 2009: Live in Concert at the Roundhouse London 2008 (Twisted Records)
- 2015: Live in London (Twisted Records)
- 2015: Live at Red Rocks Amphitheater (Twisted Records)